# Automobilová orientační soutěž
Automobilová orientační soutěž (AOS) je speciálním druhem automobilového sportu, který se provozuje na veřejných komunikacích za běžného silničního provozu. Principem AOS je přesnost navigace a týmová práce, čas hraje sekundární roli a je vyžadováno dodržování pravidel silničního provozu. Posádka automobilové orientační soutěže se zpravidla skládá z řidiče a navigátora.

## Princip soutěžení
Soutěžící AOS projíždějí předem vytyčenou trasu, na jejíž projetí mají definován určitý časový limit. Vozidla startují obvykle v jedno- až dvouminutových intervalech. Nejedná se tedy o simultánní závod (v němž všichni startují najednou). V AOS hrají navigační schopnosti a týmová práce daleko větší roli než rychlost. Klíčová je obratná práce s mapou a rychlá orientace v projížděných úsecích.
Správný průjezd tratí je kontrolován několika typy kontrol:
- časové kontroly (ČK), které představují začátek a konec jednotlivých soutěžních etap,
- průjezdní kontroly s obsluhou (PK) - na místě kontroly je přítomen pořadatel, který do jízdního výkazu potvrdí posádce průjezd daným místem,
- samoobslužné průjezdní kontroly (SPK), které jsou reprezentovány tabulemi s obrazcem razítka a s číselným nebo alfabetickým znakem umístěných na trati podobně jako např. dopravní značka. Pořadatelé je dopředu rozmisťují na trať; posádka musí do svého jízdního výkazu zapsat písmeno nebo číslo, které je na takové tabuli uvedeno.

V AOS se zpravidla udělují pouze trestné body, přičemž vítězí posádka s nejnižším počtem získaných trestných bodů.
Jedním ze základních požadavků AOS je dodržování dopravních předpisů. Organizátoři navrhují trasy a jejich časové limity tak, aby bylo teoreticky možné projet trasu bez jakýchkoliv trestných bodů a zároveň dopravních přestupků (překročení rychlosti, nedovolené zastavení, odbočování, otáčení apod.). V praxi však soutěžní posádky často pravidla silničního provozu porušují, zejména pokud jde o nedovolené otáčení a couvání. Běžným prohřeškem je také překračování povolené rychlosti v obcích, a to zejména v případech, kdy posádce díky předchozímu bloudění hrozí překročení časového limitu. Časté porušování dopravních předpisů soutěžícími je považováno za jedno z hlavních negativ AOS, proto se organizátoři snaží dodržování pravidel silničního provozu sami kontrolovat, ať už ve spolupráci s policií nebo vlastními silami (například umístěním radarů na kritické úseky na trati apod.) nebo i jiných porušení systémem tzv.tajných kontrol (TK) s patřičným přídělem trestných bodů.

## Historie českých AOS
Historie automobilových orientačních soutěží v bývalém Československu sahá do šedesátých let 20. století, kdy Svazarm začal pořádat tzv. branně-orientační automobilové soutěže (BOAS). Tyto soutěže si brzy získaly velkou popularitu, takže na některých závodech startovalo i více než sto soutěžních posádek. Vlastní závod býval obvykle doplněn o branné prvky, které soutěžící plnili na stanovištích rozmístěných po trati (hod granátem, střelba ze vzduchovky, pěší orientační mikrozávod apod.).
Vrcholem popularity BOAS byl přelom sedmdesátých a osmdesátých let. Historicky nejmasovější byla soutěž s názvem Cíl neznámý, kterou každoročně pořádala sportovní redakce deníku Mladá fronta a která se dočkala neuvěřitelných 31 ročníků (poslední se konal v roce 2003).
Od roku 1965 se s jedinou přestávkou (1968) pořádají Mistrovství republiky v BOAS (dnes Mistrovství České republiky v AOS). V současné době je pořadatelem mistrovství Svaz AOS Autoklubu České republiky.
Ve druhé polovině osmdesátých let zájem o BOAS (po roce 1989 přejmenované na AOS) poněkud opadl zejména v souvislosti se vzrůstajícími cenami pohonných hmot.

## Jízda zručnosti
Obvyklou součástí AOS bývá jízda zručnosti. Koná se vždy na uzavřeném prostranství a spočívá v projetí krátké, předem určené trati, jejíž plánek je zveřejněn dopředu. Základním hodnoticím kritériem je čas, zároveň je však třeba správně projet všechny vytyčené prvky, mezi něž obvykle patří slalom vpřed a vzad, zajetí nebo zacouvání do garáže, zastavení vozidla na přesnost, zúžený prostor, osmička apod. Výsledné pořadí je dáno kombinací dosaženého času a počtem chyb při průjezdu jednotlivých prvků.
Občas se vyskytují i tzv. zvláštní zkoušky (ZZ), kterými mohou být např. rozjezd do kopce bez použití ruční brzdy, dojezd na přesnost jen s použitím ruční brzdy ap.

## Soutěžní posádka a styl jízdy
Soutěžní posádka obvykle sestává z řidiče a navigátora. Role navigátora se často zejména u začínajících posádek poněkud podceňuje, ačkoliv právě navigátor je v AOS tím důležitějším členem posádky a jeho schopnosti daleko více ovlivňují úspěch posádky v soutěži než jízdní zručnost řidiče.
Začínající posádky AOS často luští itineráře tzv. metodou Plot'n'bash (vyměř a udeř). Tato metoda spočívá v tom, že soutěžní posádka, jakmile od pořadatelů obdrží itinerář, po vyjetí do etapy na nejbližším vhodném místě ihned zastaví, nalezne správnou trasu (fáze plot) a pak vyjede tzv. "na jistotu" (fáze bash). Tento způsob průjezdu etapou je však náročnější na čas, proto s přibývajícími zkušenostmi většina posádek přechází na styl, kdy luštění itineráře probíhá za jízdy. Tento styl vyžaduje značnou zručnost a zkušenost navigátora, který musí dešifrovat itinerář a stanovovat další průjezd za jízdy, přičemž vedle itineráře musí současně sledovat okolí a poskytovat řidiči kvalitní informace o dalším postupu. Zároveň musí sledovat čas, aby posádka nepřekročila maximální limit určený pro danou etapu. Řidič při takovém stylu zpravidla "pouze" řídí a do samotné navigace nijak víceméně nezasahuje. U špičkových posádek probíhá potom spolupráce tak, že oba členové posádky navigují a řidič k tomu ještě řídí.
Rozhodnutí, zda při navigování použít plot'n'bash nebo simultánní navigaci, záleží na řadě okolností, a oba styly posádka často kombinuje. Simultánní přístup bývá obvykle rychlejší, ale je náchylnější na vznik navigačních chyb v případě zbrklého rozhodování navigátora, což může mít v případě chybného rozhodnutí učiněného ve spěchu fatální následky na úspěšnost posádky v soutěži.